# 贊丁鬚鰍
贊丁鬚鰍（學名：Barbatula zetensis），為輻鰭魚綱鯉形目條鰍科鬚鰍屬的其中一種。分布於歐洲蒙特內哥羅斯卡達爾湖流域，體長可達6.6公分，棲息在底層水域，生活習性不明。

## 扩展阅读
維基物種上的相關：贊丁鬚鰍